# Famine au Tatarstan

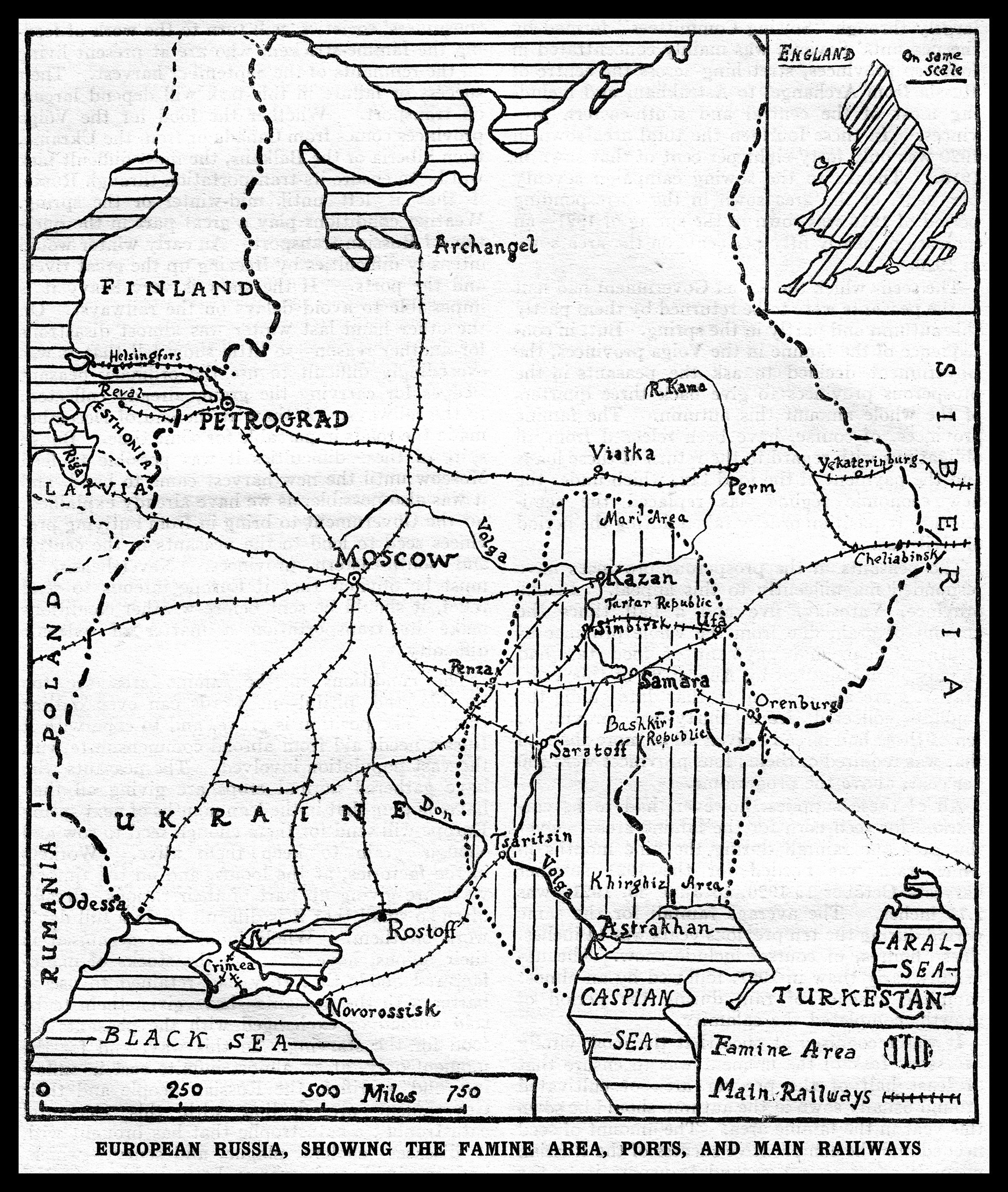
La famine de 1921-22 en Russie

La famine de 1921-1922 au Tatarstan fut une période de famine massive et de sécheresse qui eut lieu dans l'URSS pendant la guerre civile russe.

## Historique

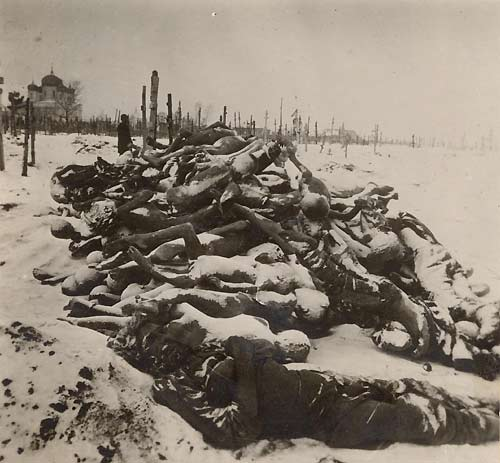
Image prise en Russie durant la famine en URSS (1921)

Au cours de la famine au Tatarstan, la moitié des tatars moururent. L'événement faisait partie de la grande famine soviétique de 1921-1922 qui a touché d'autres parties de l'URSS, durant laquelle il y eut plus d'un million de victimes, se concentrant entre le Dniepr, la Volga et le Nord Caucase.
À l'été 1922, le comité spécial Tatpomgol a été créé pour faire face à la famine, et dès août 1922, Tatpomgol importait 8 millions de poud (livres russes) de nourriture, dont 2 millions de livres de semences, grâce à un emprunt. Des centaines de milliers de personnes des régions touchées, pour la plupart des enfants, ont été évacuées vers l'Asie centrale, la Biélorussie et la Sibérie. Des points d'alimentation d'urgence ont été établis dans toute la république. Le gouvernement soviétique a invité des organisations internationales, telles que Secours ouvrier international à apporter leur aide.